# Lacarre
Lacarre é uma comuna francesa na região administrativa da Nova Aquitânia, no departamento dos Pirenéus Atlânticos. Estende-se por uma área de 4,37 km². Em 2010 a comuna tinha 176 habitantes (densidade: 40,3 hab./km²).